# Menedékház
Menedékház (рус. Убежище, Пристанище, Приют) - альбом венгерской группы "Neoton", записанный в альянсе с женским трио "Kócbabák". Запись альбома производилась с 05.11.1975 по 16.02.1976. Альбом поступил в продажу под Рождество 1976 года и был №3 в годовом национальном хит-параде Slágerlistája'76 TOP10 Альбомов.

## Список композиций
1. Hozzánk mindig hazaérkezel (рус. Мы всегда возвращаемся домой) - 3:09

2. Denevérszárnyú éjszakák (рус. Летучие мыши парят по ночам) - 3:05

3. Egy vidám dal (рус. Одна весёлая песня) - 2:46

4. Egy kicsit csendben lehetnél (рус. Могли бы Вы немного помолчать) - 3:24

5. Szeretem azt (рус. Люблю того, кто...) - 4:05

6. Sose add fel a reményed (рус. Никогда не теряйте надежды) - 2:21

7. Maradj még egy percet (рус. Останься на минутку) - 4:27

8. Vallomás (рус. Признание) - 2:29

9. Mondj egy jó szót (рус. Скажи доброе слово) - 3:15

10. A "Várunk rád" (рус. Мы ждём тебя) - 2:42

11. Aludj el (рус. Засыпай) - 4:07

12. Menedékház (рус. Убежище) - 3:04
Заглавная композиция "Hozzánk mindig hazaérkezel" была №9 в годовом Slágerlistája'76 TOP20, а лиричная "Szeretem azt" - №18. Композиция "Maradj még egy percet" была №3 в Magyar Ifjúság Slágerlistája. Авторами всех песен были музыканты из "Neoton", но песню "Egy vidám dal" сочинили девушки из "Kócbabák", хотя изначально вместо неё на альбоме должна была присутствовать песня "Tegnap még azt hittem" ("рус. Вчера я понял"). Из-за замены песни и смены порядка треков на альбоме выпуск пластинки затянулся на несколько месяцев. Песня "Tegnap még azt hittem" стала b-стороной сингла, первую сторону которого заняла песня "Vándorének" ("рус. Поющий странник"), с которой группа победила в июле на радио-конкурсе "Tessék választani!". Эта композиция была №1 в национальном хит-параде Magyar Ifjúság Slágerlistája, №1 в Magyar Rádió Slágerlistája и №1 в годовом Slágerlistája'76 TOP20. Позднее она вышла на английском ("Needing Someone") и немецком ("Komm Liebe Komm") языках.